# Drożków
Drożków is een plaats in het Poolse district  Żarski, woiwodschap Lubusz. De plaats maakt deel uit van de gemeente Żary en telt 468 inwoners.